# Shorttrack-Weltmeisterschaften 2023
Die Shorttrack-Weltmeisterschaften 2023 fanden vom 10. bis zum 12. März 2023 in der südkoreanischen Stadt Seoul statt. In neun Wettbewerben wurden Weltmeistertitel vergeben. Erstmals gehörte die Mixedstaffel zum Programm bei Weltmeisterschaften. Erfolgreichste Teilnehmerin war die Niederländerin Xandra Velzeboer, die insgesamt vier Goldmedaillen gewann.

## Hintergrund und Teilnehmer
| Teilnehmende Nationen   | Teilnehmende Nationen | Teilnehmende Nationen |
| Land                    | Frauen                | Männer                |
| ----------------------- | --------------------- | --------------------- |
| Australien              | 0                     | 1                     |
| Belgien                 | 3                     | 5                     |
| Bosnien und Herzegowina | 0                     | 1                     |
| Bulgarien               | 2                     | 1                     |
| China                   | 5                     | 5                     |
| Deutschland             | 1                     | 1                     |
| Frankreich              | 3                     | 2                     |
| Großbritannien          | 2                     | 1                     |
| Hongkong                | 1                     | 1                     |
| Irland                  | 0                     | 1                     |
| Italien                 | 5                     | 5                     |
| Japan                   | 5                     | 5                     |
| Kanada                  | 5                     | 5                     |
| Kasachstan              | 5                     | 5                     |
| Kroatien                | 2                     | 2                     |
| Lettland                | 0                     | 2                     |
| Luxemburg               | 0                     | 1                     |
| Neuseeland              | 0                     | 1                     |
| Niederlande             | 5                     | 5                     |
| Österreich              | 0                     | 4                     |
| Polen                   | 5                     | 5                     |
| Schweiz                 | 0                     | 1                     |
| Singapur                | 1                     | 1                     |
| Serbien                 | 0                     | 1                     |
| Slowakei                | 2                     | 1                     |
| Slowenien               | 0                     | 1                     |
| Südkorea                | 5                     | 5                     |
| Taiwan                  | 0                     | 1                     |
| Thailand                | 1                     | 1                     |
| Tschechien              | 0                     | 2                     |
| Türkei                  | 0                     | 2                     |
| Ukraine                 | 5                     | 2                     |
| Ungarn                  | 5                     | 5                     |
| Vereinigte Staaten      | 5                     | 5                     |

Die Weltmeisterschaften 2023 fanden zum vierten Mal nach 2001, 2008 und 2016 in Südkorea, einer führenden Shorttrack-Nation, statt. Seoul war schon im März 2020 als Austragungsort vorgesehen, als die WM wegen der COVID-19-Pandemie kurzfristig abgesagt werden musste. Im Sommer 2022 beschloss der ISU-Kongress die Abschaffung der bis dahin bei allen bisherigen Weltmeisterschaften geführten Mehrkampfwertung und stattdessen die Einführung einer Mixed-Staffel über 2000 Meter.
Die Weltmeisterschaften beendeten die Shorttrack-Saison 2022/23. Die insgesamt erfolgreichsten Athleten im Weltcup waren die Niederländerin Suzanne Schulting und der Südkoreaner Park Ji-won, die jeweils den Gesamtweltcup für sich entschieden. Schulting stand zudem an der Spitze der 1000-Meter-Gesamtwertung, Park führte die Ranglisten über 1000 und 1500 Meter an. Im 500-Meter-Klassement nahm bei den Frauen Schultings Teamkollegin Xandra Velzeboer die Spitzenposition ein, bei den Männern Denis Nikischa aus Kasachstan. Die beste 1500-Meter-Läuferin im Weltcup war die Südkoreanerin Kim Gil-li. Auch Kims Landsfrau Choi Min-jeong – Weltmeisterin 2022 über 1000, 1500 Meter und im Mehrkampf – galt als Favoritin, obwohl sie 2022/23 nur in einem Weltcuprennen gesiegt hatte. Der Titelverteidiger über alle Distanzen Shaoang Liu trat ebenso wie sein Bruder Shaolin Sándor Liu nicht in Seoul an. Sie hatten das ungarische Nationalteam verlassen, um zur chinesischen Mannschaft zu wechseln, womit eine verpflichtende einjährige internationale Wettkampfpause verbunden war.
Deutschland stellte bei den Weltmeisterschaften mit der als Medaillenkandidatin gehandelten Anna Seidel und Yanghun Ben Jung zwei Teilnehmer. Für Österreich starteten vier Männer mit Nico und Dominic Andermann, Matthias Wolfgang und Tobias Wolf, einziger WM-Starter aus der Schweiz war Thibault Métraux. Kein Athlet aus deutschsprachigen Ländern erreichte ein Finalrennen.

## Ablauf
Im Rahmen der Shorttrack-WM 2023 wurden in neun Wettbewerben Weltmeistertitel vergeben: in Einzelrennen über 500, 1000 und 1500 Meter (jeweils Frauen und Männer) sowie in Staffeln über 2000 Meter (Mixed), 3000 Meter (Frauen) und 5000 Meter (Männer).
Bei den Frauen gewannen die Athletinnen aus den Niederlanden sämtliche Goldmedaillen. Xandra Velzeboer führte über 500 Meter einen niederländischen Dreifachsieg vor Suzanne Schulting und Selma Poutsma an. Sie gewann außerdem das 1000-Meter-Rennen, während Schulting über 1500 Meter triumphierte. Zusammen mit Yara van Kerkhof (und Xandras Schwester Michelle Velzeboer, die im Viertelfinale eingesetzt wurde) holten Velzeboer, Schulting und Poutsma zusätzlich die Goldmedaille im Frauen-Staffelrennen; auch im Mixed-Staffelrennen war das niederländische Team siegreich. Xandra Velzeboer – die auf einen Start im 1500-Meter-Rennen verzichtet hatte – war mit insgesamt vier Titeln die erfolgreichste Sportlerin der WM. Während sie über 500 Meter als Titelverteidigerin favorisiert worden war, galt ihr Sieg über 1000 Meter als Überraschung.
Erfolgreichster männlicher Teilnehmer war Park Ji-won aus Südkorea, der das 1000-Meter- und das 1500-Meter-Rennen als Erster beendete. Über 500 Meter siegte der Italiener Pietro Sighel. In der 5000-Meter-Staffel belegte das chinesische Team den ersten Rang, das ansonsten nur eine weitere Medaille (Silber in der Mixed-Staffel) gewann. An beiden chinesischen Staffelerfolgen war Lin Xiaojun beteiligt, der bis 2019 für Südkorea angetreten war.

## Ergebnisse

### Frauen
| Wettbewerb         | Gold                                                                                            | Gold         | Silber                                                                  | Silber       | Bronze                                                                              | Bronze       |
| Wettbewerb         | Sportler                                                                                        | Zeit         | Sportler                                                                | Zeit         | Sportler                                                                            | Zeit         |
| ------------------ | ----------------------------------------------------------------------------------------------- | ------------ | ----------------------------------------------------------------------- | ------------ | ----------------------------------------------------------------------------------- | ------------ |
| 500 Meter          | Xandra Velzeboer                                                                                | 0:41,977 min | Suzanne Schulting                                                       | 0:42,450 min | Selma Poutsma                                                                       | 0:42,567 min |
| 1000 Meter         | Xandra Velzeboer                                                                                | 1:29,361 min | Choi Min-jeong                                                          | 1:29,679 min | Courtney Sarault                                                                    | 1:29,794 min |
| 1500 Meter         | Suzanne Schulting                                                                               | 2:31,349 min | Choi Min-jeong                                                          | 2:31,448 min | Kim Boutin                                                                          | 2:31,575 min |
| 3000-Meter-Staffel | NiederlandeXandra Velzeboer Yara van Kerkhof Suzanne Schulting Selma Poutsma Michelle Velzeboer | 4:09,056 min | SüdkoreaChoi Min-jeong Shim Suk-hee Kim Gil-li Kim Geon-hee Lee So-youn | 4:09,151 min | KanadaKim Boutin Courtney Lee Sarault Renée Marie Steenge Claudia Gagnon Rikki Doak | 4:09,372 min |

### Männer
| Wettbewerb         | Gold                                                                          | Gold         | Silber                                                                                  | Silber       | Bronze                                                                      | Bronze       |
| Wettbewerb         | Sportler                                                                      | Zeit         | Sportler                                                                                | Zeit         | Sportler                                                                    | Zeit         |
| ------------------ | ----------------------------------------------------------------------------- | ------------ | --------------------------------------------------------------------------------------- | ------------ | --------------------------------------------------------------------------- | ------------ |
| 500 Meter          | Pietro Sighel                                                                 | 0:41,166 min | Steven Dubois                                                                           | 0:41,223 min | Jens van ’t Wout                                                            | 0:41,243 min |
| 1000 Meter         | Park Ji-won                                                                   | 1:27,741 min | Stijn Desmet                                                                            | 1:27,974 min | Steven Dubois                                                               | 1:28,069 min |
| 1500 Meter         | Park Ji-won                                                                   | 2:17,792 min | Pietro Sighel                                                                           | 2:17,898 min | Pascal Dion                                                                 | 2:17,986 min |
| 5000-Meter-Staffel | Volksrepublik ChinaLi Wenlong Zhong Yuchen Lin Xiaojun Liu Guanyi Song Jiahua | 7:04,412 min | ItalienLuca Spechenhauser Pietro Sighel Andrea Cassinelli Tommaso Dotti Thomas Nadalini | 7:04,484 min | SüdkoreaLee June-seo Lim Yong-jin Hong Kyung-hwan Park Ji-won Lee Dong-hyun | 7:04,884 min |

### Mixed
| Wettbewerb         | Gold                                                                                                  | Gold         | Silber                                                                               | Silber       | Bronze                                                                               | Bronze       |
| Wettbewerb         | Sportler                                                                                              | Leistung     | Sportler                                                                             | Leistung     | Sportler                                                                             | Leistung     |
| ------------------ | --- | ------------ | ------------------------------------------------------------------------------------ | ------------ | ------------------------------------------------------------------------------------ | ------------ |
| 2000-Meter-Staffel | NiederlandeXandra Velzeboer Suzanne Schulting Jens van ’t Wout Teun Boer Selma Poutsma Itzhak de Laat | 2:41,646 min | Volksrepublik ChinaZang Yize Gong Li Li Wenlong Lin Xiaojun Wang Xinran Zhong Yuchen | 2:41,821 min | ItalienArianna Valcepina Arianna Sighel Pietro Sighel Andrea Cassinelli Chiara Betti | 2:41,907 min |

## Medaillenspiegel
| Platz | Land                |   |   |   |    |
| ----- | ------------------- | - | - | - | -- |
| 1     | Niederlande         | 5 | 1 | 2 | 8  |
| 2     | Südkorea            | 2 | 3 | 1 | 6  |
| 3     | Italien             | 1 | 2 | 1 | 4  |
| 4     | Volksrepublik China | 1 | 1 | – | 2  |
| 5     | Kanada              | – | 1 | 5 | 6  |
| 6     | Belgien             | – | 1 | – | 1  |
| Total | Total               | 9 | 9 | 9 | 27 |